# تپه چیا دیمه
تپه چیا دیمه مربوط به سده‌های میانه دوران‌های تاریخی پس از اسلام است و در شهرستان کوهدشت، بخش طرهان، دهستان طرهان، ۱۰۰ متری جنوب شرق روستای دمروستان واقع شده و این اثر در تاریخ ۲۸ اسفند ۱۳۸۵ با شمارهٔ ثبت ۱۸۸۴۴ به‌عنوان یکی از آثار ملی ایران به ثبت رسیده است.